# La Garçonne
La Garçonne és una novel·la de Victor Margueritte publicada el 1922 a França.
Tracta d'una jove dona, Monique Lerbier, que després de saber que el seu promès l'enganya decideix portar una vida lliure, amb múltiples parelles, tant masculines com femenines. La història refereix un model de dones alliberades que, en la dècada de 1920, desafiant les rígides normes tradicionals de conducta femenina, adoptaren l'estil garçonne, un estil de pentinat, indumentària i conducta fins aleshores identificats com a masculins. Margueritte trenca amb la figura d'una dona lliurada a l'adoració masculina i li ofereix la possibilitat de rebel·lar-se i potser trobar-se amb una identitat femenina desconeguda. Margueritte, però, potser no gosa fer una denúncia decidida contra l'opressió de la dona i, en mostrar la protagonista infeliç i depravada, fa del relat una història moral, de redempció.
El títol conté la paraula garçonne, una feminització forçada de la paraula francesa garçon –«noi», «xic», «al·lot»–, la traducció de la qual podria ser la de «xicotot». En el seu moment, la novel·la es va convertir en el gran best-seller dels anys vint i a França se'n vengueren 750.000 exemplars. Ràpidament es va traduir a diverses llengües i se'n van fer adaptacions per al teatre i el cinema, una de les quals comportà el debut en el cine d'Édith Piaf.
Encara que l'argument no resulta sorprenent en l'actualitat, en el seu moment es va considerar escandalós, fins al punt que a Victor Margueritte li van retirar la Legió d'Honor.